# Vicente de Espona
Vicente de Espona Carrera (24 de marzo de 1918 - 10 de marzo de 1995) fue un pintor y escultor español, que nació en Valencia, y vivió en Marbella, donde realizó gran parte de su obra, que puede ser observada en las calles y plazas de esa ciudad. Trabajó hasta 1950 como abogado asesor del Banco Popular Español de Barcelona. Solicitó una excedencia para trasladarse a Brasil, donde se dedicó al arte. Entre 1957 y 1968 vivió en São Paulo, donde llegarí a realizar dos exposiciones anuales en diferentes ciudades. Realizó ilustraciones de libros, portadas de revistas
Entre 1971 y 1995 vivió en Marbella, donde, entre otras obras hizo el Monumento a Andalucía, cuyo obelisco central mide 6 metros de altura, y el mural de la fachada de 8 metros del Gimnasio Atenas, Auto Modelación, con un altura de 6 metros. 
Quizá su obra más monumental fue "Síntesis", escultura de 12 metros de altura, localizada en San Pedro Alcántara, que tras varios emplazamientos, en 2008 fue retirada debido al peligro que le suponían las muy próximas obras del soterramiento de la autovía. En 2010 fue de nuevo ubicada en la rotonda "Teodoro Díez García".